# Circuito del Garda

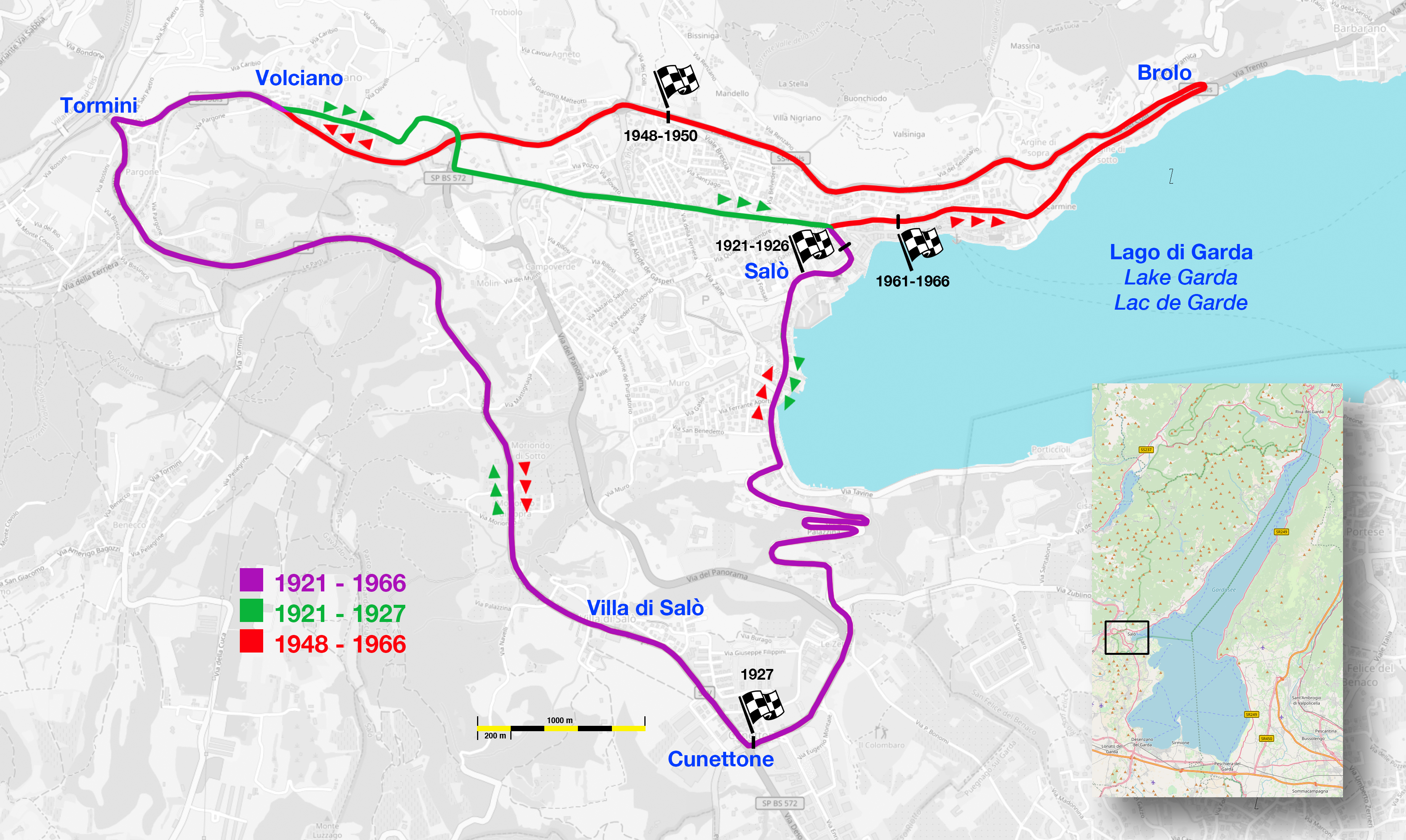
Circuito del Garda

Il Circuito del Garda è stata una corsa automobilistica di velocità in circuito svoltasi da 1921 al 1966.

## Albo d'oro
| Nr | Anno | Vincitore         | Vettura        | Categoria          | Resoconto |
| -- | ---- | ----------------- | -------------- | ------------------ | --------- |
| 1  | 1921 | Eugenio Silvani   | Bugatti        | Corsa              | Resoconto |
| 2  | 1922 | Guido Meregalli   | Diatto         | Formula Grand Prix | Resoconto |
| 3  | 1923 | Guido Meregalli   | Diatto         | Formula Grand Prix | Resoconto |
| 4  | 1924 | Guido Meregalli   | Diatto         | Formula Grand Prix | Resoconto |
| 5  | 1925 | Aymo Maggi        | Bugatti        | Formula Grand Prix | Resoconto |
| 6  | 1926 | Aymo Maggi        | Bugatti        | Formula Grand Prix | Resoconto |
| 7  | 1927 | Tazio Nuvolari    | Bugatti T35C   | Formula Grand Prix | Resoconto |
| 8  | 1948 | Nino Farina       | Ferrari 125 F1 | Formula Grand Prix | Resoconto |
| 9  | 1949 | Gigi Villoresi    | Ferrari        | Formula 2          | Resoconto |
| 10 | 1950 | Alberto Ascari    | Ferrari        | Formula 2          | Resoconto |
| 11 | 1961 | Jo Siffert        | Lotus          | Formula Junior     | Resoconto |
| 12 | 1962 | David Hitches     | Lola           | Formula Junior     | Resoconto |
| 13 | 1963 | Jo Schlesser      | Brabham        | Formula Junior     | Resoconto |
| 14 | 1964 | Silvio Moser      | Brabham        | Formula 3          | Resoconto |
| 15 | 1966 | Jonathan Williams | De Sanctis     | Formula 3          | Resoconto |